# Waldkarpaten

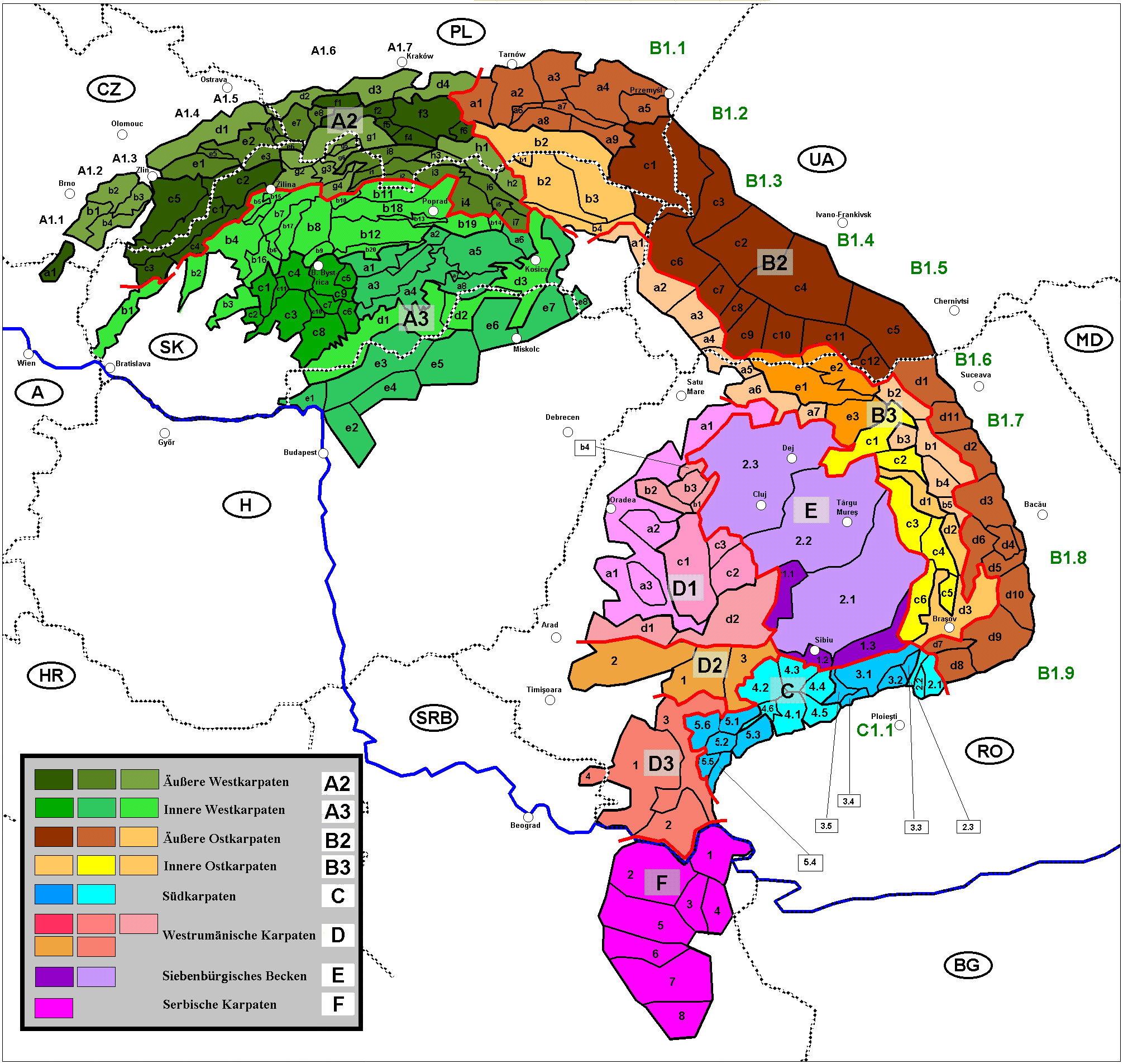
Gliederung der Karpaten: B2 = Waldkarpaten

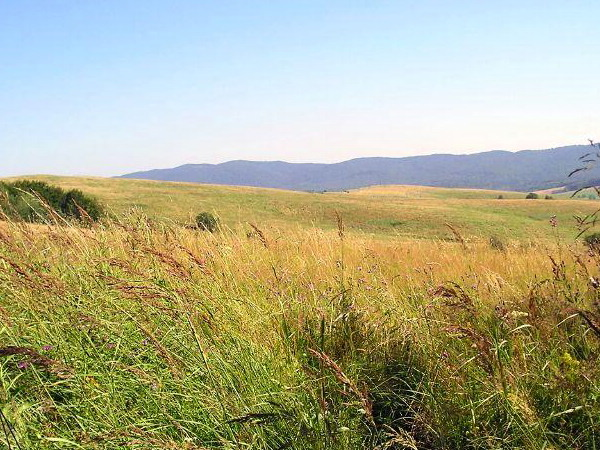
Waldkarpaten, Bieszczady, Polen

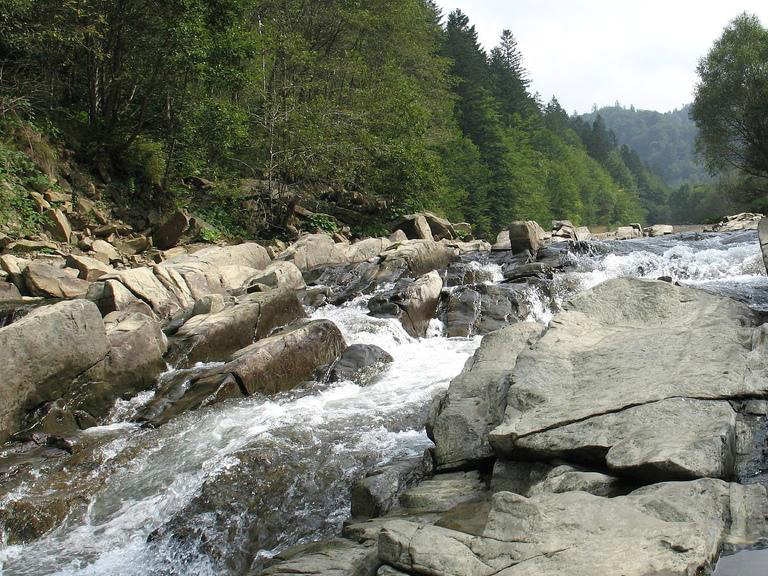
Waldkarpaten, Bieszczady, Gebirgsbach Wetlinka – („Sine Wiry“)-'Blaustrudel', Polen

Die Waldkarpaten (slowakisch Poloniny, polnisch Beskidy Lesiste, ukrainisch Лісисті Карпати Lisysti Karpaty) sind ein nördlicher Teil der Ostkarpaten.

## Begriff
Für den Begriff „Waldkarpaten“ gibt es mehrere Definitionen. Diese umfassen jeweils die folgenden Gebiete:
1. Die Ostbeskiden und die Ukrainischen Karpaten
2. Nur die Ukrainischen Karpaten (Українські Карпати)
3. Nur die Ostbeskiden (wobei aber bei den Ostbeskiden das zusätzliche Problem der ungenauen Abgrenzung besteht, siehe unter Beskiden)
4. Früher und manchmal heute noch werden sogar die gesamten Ostkarpaten im weiteren Sinn als Waldkarpaten bezeichnet.

## Charakteristik
Die heutige Geographie nutzt überwiegend die erste der oben angeführten Definitionen.
Die Waldkarpaten in der Bedeutung 1) beginnen im Westen in der Ostslowakei in der Nähe der Stadt Bardejov und Südostpolen am Ostrand des Sandezer Beckens (siehe unter Westkarpaten) und liegen größtenteils in der Ukraine. Ein kleines Gebiet gehört auch zu Rumänien, denn die Waldkarpaten enden am Prisloppass (1416 m) an der östlichen Grenze der Region Maramuresch zwischen dem Maramuresch-Gebirge und dem Rodnaer Gebirge in Rumänien. Ihre höchste Erhebung ist die Howerla (2061 m) in der Ukraine.
Der höchste Gebirgszug ist die Tschornohora, der im Norden die Gorgany, im Nordosten die Pokuzko-Bukowinski Karpaty, im Südosten die Grynjawski Hory, im Süden das Maramuresch-Gebirge und im Westen die Swydiwez anschließt.
Der Name des Gebirges weist auf die teils noch ursprünglichen und ungenutzten Wälder der Region hin, die in tieferen Gebieten eher von Fichten und Buchen sowie in den höheren Lagen von Tannen und Lärchen geprägt sind.
In den Waldkarpaten entspringen einige größere Flüsse der Region, so unter anderem der San, die Theiß und der Pruth. Die Waldkarpaten umfassen auch die so genannten Poloninen.

## Volkskultur
Im oder am Rand der Waldkarpaten existieren mehrere Freilichtmuseen zur Volkskultur der jeweiligen Region:
In Polen:
- das Museum der Volksbauweise in Sanok
- die Holzkirchen der Karpatenregion, Polen

In Rumänien:
- das Muzeul Satului Maramureșean
- das Muzeul Satului din Baia Mare

In der Ukraine:
- das Museum der Volksarchitektur und des Lebens in den Karpaten
- das Museum der Volksarchitektur und des Lebens in den Transkarpaten
- das Museum Altes Dorf in Kolotschawa

In der Slowakei:
- Šarišské múzeum Bardejov
- Museum der ukrainischen Kultur, Svidník

## Naturschutz
In den Waldkarpaten befinden sich mit mehreren tausend Hektar die größten urwaldähnlichen Naturwaldareale Zentraleuropas. Sie sind zum Teil bereits seit langem als Naturschutzgebiete gesichert. Im Juli 2007 ernannte die UNESCO große Teile der ursprünglichen Buchenwälder in der Slowakei und der Ukraine zum Weltnaturerbe. Die zehn Gebiete umfassen ganz oder zum Teil
- in der Slowakei: die Naturschutzgebiete Havešová, Vihorlat und Rožok sowie den Nationalpark Poloniny
- in der Ukraine: das Biosphärenreservat Karpaten, den Nationalpark Karpaten, den Nationalpark Zacharovaniy Kray und Swydiwez.

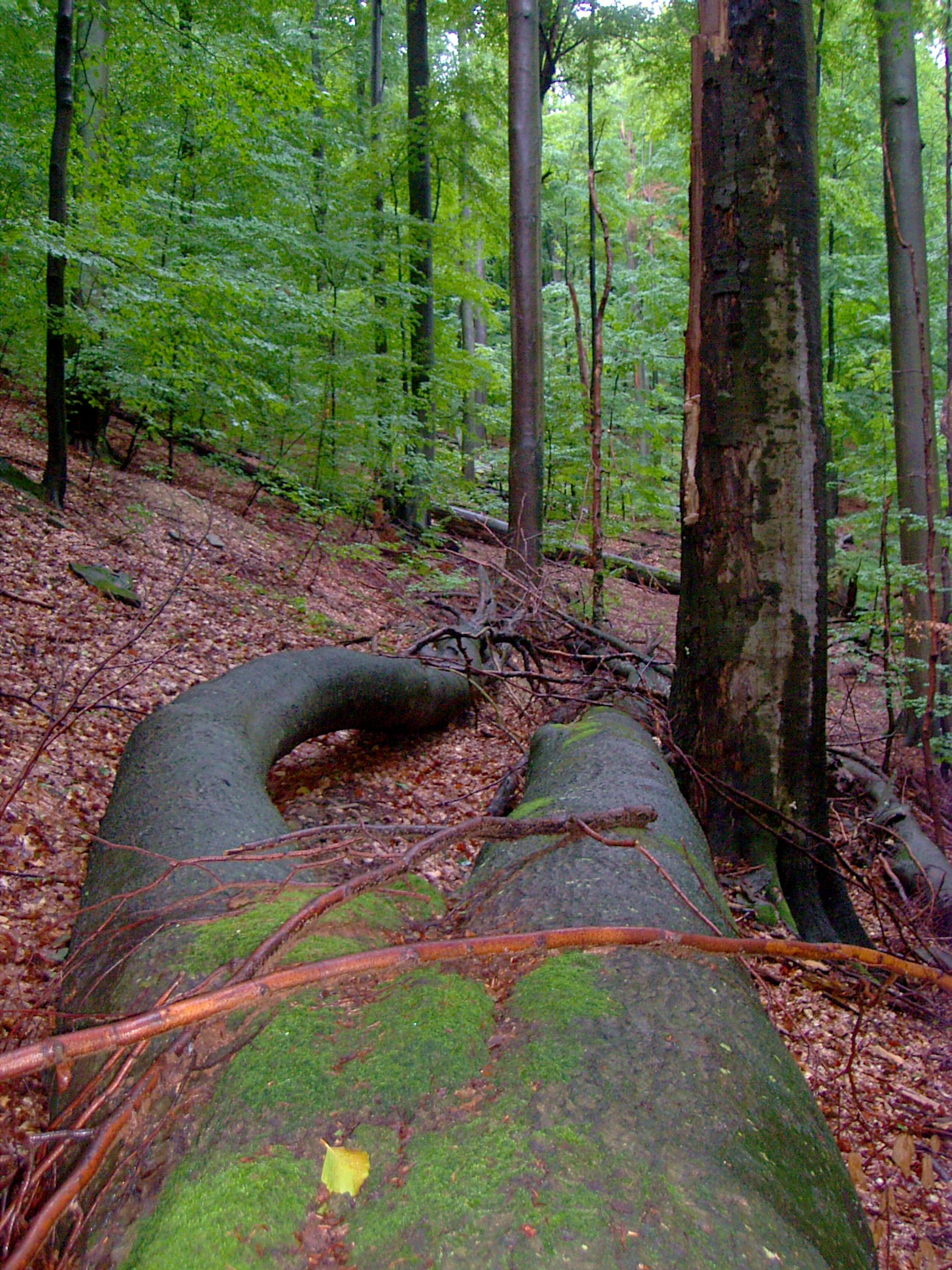
Buchen-Urwald Rožok im Poloniny Nationalpark (Slowakei)

## Wichtigste Flüsse und Bäche
In Polen (Bieszczady):
- San
- Wisłok (Weisslog)
- Osława (Oslawa)
- Halicz
- Solinka
- Osławica
- Wetlinka
- Czarny
- Jasieńka
- Królówka
- Dołżyca

In der Slowakei:
- Cirocha
- Udava
- Ulicka

In der Ukraine:
- Theiß (Tysa)
- Dnister